# کوژوشانی-تاژالی
کوژوشانی-تاژالی (به چکی: Kožušany-Tážaly) یک منطقهٔ مسکونی در جمهوری چک است که در ناحیه اولومووتس واقع شده‌است.
 کوژوشانی-تاژالی ۶٫۲۷ کیلومتر مربع مساحت و ۸۵۲ نفر جمعیت دارد و ۲۲۷ متر بالاتر از سطح دریا واقع شده‌است.